# 복근운동
복근운동(Abdominal exercise)은 복근(abdominal muscle, stomach muscle)에 영향을 주는 근력운동(strength exercise)이다. 인간의 복근은 복직근(rectus abdomens), 내복사근(internal oblique), 외복사근(external oblique), 복횡근(transversus abdominis) 4개로. 구성되어 있다. 복근운동 시에는 운동의 효과, 기능, 종류를 이해하고, 운동을 안전하게 수행하는 것이 중요하다.

## 효과
복근운동은 복근 만들기에 유용하다. 이는 특정 스포츠 운동 수행, 등 통증, 복근 충격 완화에 좋다. 2011년 연구에서는 복근운동이 복근 강도와 지구력을 증강한다고 알려져 있다.
복근운동이 복부지방(abdominal fat) 감소 효과를 가지고 있는지는 논쟁이 분분하다. 상술한 2011년 연구에서는 복근운동이 복부지방을 감소시키지 않는다는 것을 발견하였다. 복부지방 감소에는 에너지 소모와 칼로리 섭취 간에 적자가 있어야 한다. 즉 에너지 소모가 더 많아야 한다. 복근운동만으로는 복부지방과 허리둘레를 감소시키기에 충분치 않다. 2006년 한 연구에서는 걷기운동이 피하복부지방세포(subcutaneous abdominal fat cell) 크기를 줄인다는 사실을 밝혔다. 연구의 제1저자는 피하복부지방세포의 크기로 제2형 당뇨병(type 2 diabetes) 발병을 예측할 수 있다고 보았다. 20주동안 45명의 비만여성들 중, 평범한 운동으로는 18%까지 크기를 줄여주었지만, 식단조절만으로는 세포 크기에 영향을 주지 않았다.

## 복근의 기능
복근은 호흡, 기침, 코골이, 자세유지, 말하기 등에 있어 중요한 기능을 갖고 있다. 다른 기능으로는 지탱 기능, 내장 보호 등을 돕고, 날숨, 방뇨, 구토, 출산 등도 도움을 준다. 전방복벽(anterior abdominal wall)은 복직근(rectus abdominis muscle), 내복사근(internal oblique), 외복사근(external oblique), 복횡근(transversus abdominis) 네 근육으로 이뤄졌다. 내부근육(internal muscle)인 내복사근과 복횡근은 외부근육(external muscle)인 복직근과 외복사근보다 화학적 추동력(chemical drive)이나 부피 관련 추동력에 있어 더 잘 반응한다. 이렇게 민감도가 다른 이유는 불명이다.

## 코어운동
다른 코어근육운동(core muscle training) 없이 복근만 일방적으로 선호하는 것은 근육 불균형(muscle imbalance)를 야기할 뿐 아니라, 운동 효과 역시 균형잡힌 운동 계획을 통하여 달성할 수 있는 것과는 거리가 멀다. 코어운동(core training)은 복횡근 및 다열근(multifidus) 운동, 횡격막(diaphragm) 운동, 골반기저근(pelvic floor muscle) 운동 등 균형운동(balance training)을 자주 활용한다. 코어강화운동(core strength exercise)은 코어안정성(core stability)에 영향을 준다.
코어운동의 목적은 근육비대(muscle hypertrophy) 발달이 아니라 신체활동의 기능적 소인(functional predisposition)을 향상시키는 데에 있다. 이는 특히 근육간 협력(intermuscular coordination) 혹은 근육 참여 동기화(synchronization of participating muscles)를 향상시킨다
코어의 개입은 쭈그려 앉거나 앉은 자세에서 복근을 압축하는 것 이상을 의미한다. 코어근육의 역할은 척추를 안정화시키는 것이다. 신전(expansion)이나 회전(rotation) 운동을 저항하는 것은 운동 실행 능력만큼 중요하다.

## 복근운동

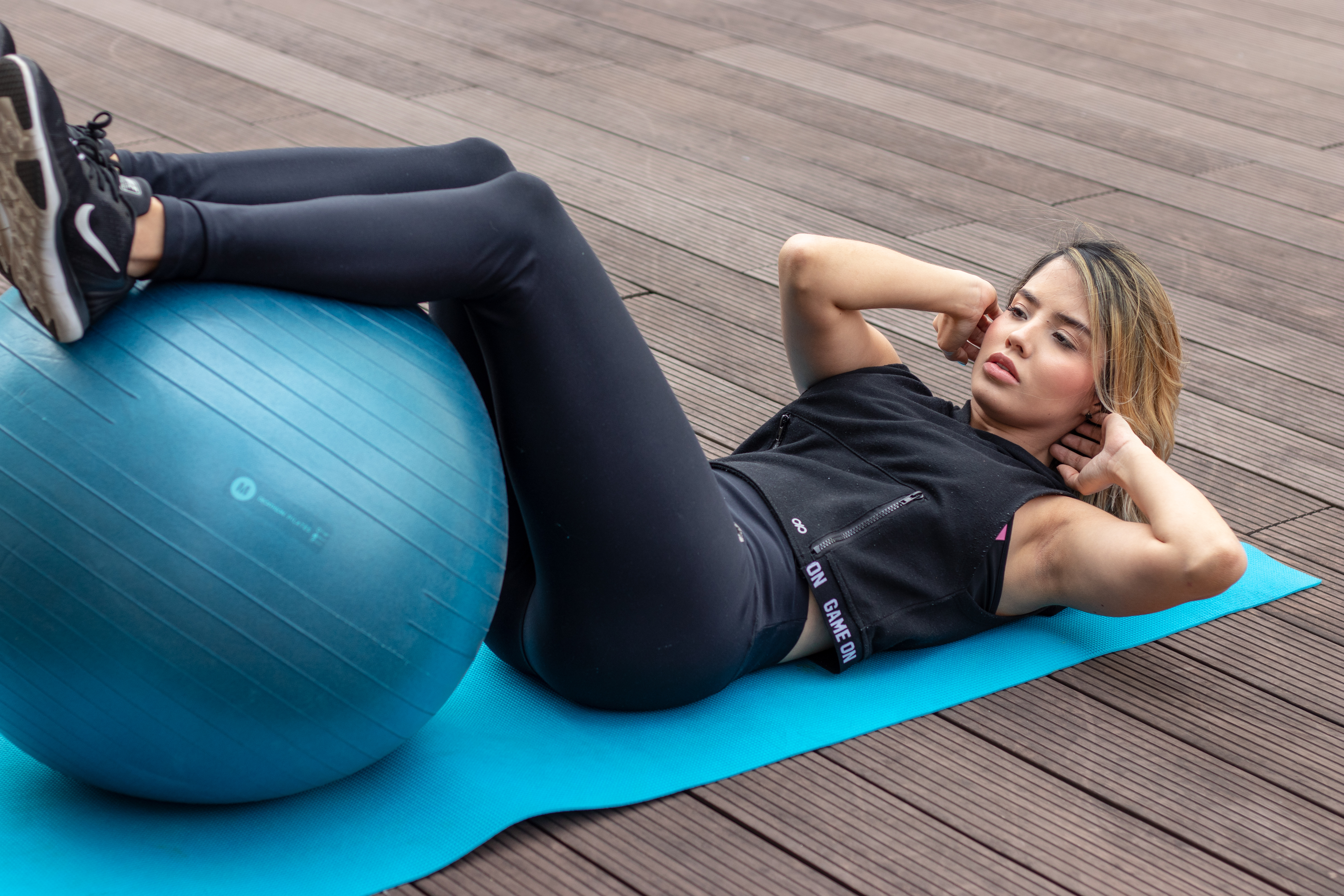
짐볼을 이용한 복근운동 크런치

복근 단련 방법은 많지만, 효과적으로 할 수 있는 복근 운동은 다양하다.
복근크런치운동(abdominal crunch exercise)이 가장 유명한데, 발을 바닥에 두고 상체를 위로 들어올렸다가 내리면서 척추를 굴곡(flex)시켜 네 복근을 활성화하기 때문이다. 초보자들은 팔을 교차하고 가슴 앞에 두는 식으로 할 수 있다. 다른 운동으로는 플랭크(plank)가 있는데, 몸통 및 내복사근과 외복사근을 강화시킬 때 사용할 수 있기 때문이다. 이 운동은 얼굴을 땅으로 향하고 다리를 펴고 팔꿈치를 구부리고 팔뚝에 체중을 실어 운동을 이어나가는 방식으로 한다.
다른 운동으로는 등을 땅에 대고 발을 45도 각도로 두고, 다리를 자전거 타듯이 움직이는 것이다. 또한 손을 몸 옆에 두고 배에 책을 두고 배를 위아래로 들면서 코어에 작열감을 느끼는 운동도 있다. 또한 누워서 발을 45도로 두었다가 90도로 들어올리고 다시 45도로 구부리기를 반복하는 것이다. 일단 이 운동을 수행하면, 똑바로 선 자세에서 양팔을 열고 곧게 피고, 한쪽 손을 사용하여 왼쪽으로 오른쪽으로 구부린다. 또한 똑바로 서서 엉덩이에 양손을 두고 오른쪽에서 왼쪽으로 몸을 회전하고 반대방향으로 하면서, 앞뒤로 구부리는 것이 있다. 또한 꿇어앉고서 가슴이 바닥에 닿을 때까지 앞으로 구부렸다가 원위치에 오는 것도 있다. 또한 다리를 펴고 앉고서 뒤로 누웠다가 손을 쓰지 않고 등을 다시 일으키는 것도 있다. 의자에 앉아서 팔을 의자 옆에 두고 다리를 뒤에 두고 복근이 의자에 닿을 때까지 누르는 것도 있다. 누운 자세에서 발을 수직으로 세우고 다리를 오른쪽으로 들었다가 돌아온다.

### 순간 활동도
복근운동 효과 측정 방법은 근전도검사(electromyography, EMG)를 통하여 순간 활동도(momentaneous activity)를 측정하는 것으로, 기존의 크런치운동에 비하였을 때의 활성화이다. 그러나 저활동도운동을 오랜시간 하면 고활동도 운동(high-activity exercise)만큼 많은 운동량을 제공한다. 지속성은 근력운동보다는 에어로빅에서 더 많은 것을 발생시킨다는 차이점이 있다.
아래 표는 근전도로 측정한 활동도를 내림차순으로 정리한 것이다.
| 운동                                        | 평균활동도 |
| ------------------------------------------- | ---------- |
| 바이시클 크런치(Bicycle crunch)             | 248%       |
| 캡틴체어(Captain's chair)                   | 212%       |
| 짐볼(Exercise ball)                         | 139%       |
| 버티컬레그 크런치(Vertical leg crunch)      | 129%       |
| 토르소 트랙(Torso track)                    | 127%       |
| 롱암 크런치(Long arm crunch)                | 119%       |
| 리버스 크런치(Reverse crunch)               | 109%       |
| 뒤꿈치 누르기 크런치(Crunch with heel push) | 107%       |
| 앱 롤러(Ab roller)                          | 105%       |
| 호버(Hover)                                 | 100%       |
| 크런치(Traditional crunch)                  | 100%       |
| 튜빙 당기기(Exercise tubing pull)           | 92%        |
| 앱 로커(Ab rocker)                          | 21%        |

| 운동                 | 평균활동도 |
| -------------------- | ---------- |
| 캡틴체어             | 310%       |
| 바이시클 크런치      | 290%       |
| 리버스 크런치        | 240%       |
| 호버                 | 230%       |
| 버티컬 레그 크런치   | 216%       |
| 짐볼                 | 147%       |
| 토르소 트랙          | 145%       |
| 뒤꿈치 누르기 크런치 | 126%       |
| 롱암 크런치          | 126%       |
| 앱 롤러              | 101%       |
| 크런치               | 100%       |
| 튜빙 당기기          | 77%        |
| 앱 로커              | 74%        |

|}
평균활동도는 기존 크런치를 100%로 놓고 비교함

### 바이시클 크런치
바이시클 크런치(bicycle crunch)는 복직근과 복사근을 타겟으로 한다. 복직근은 기본 크런치, 수직 크런치(vertical crunch), 후방 크런치(reverse crunch), 풀버티컬 크런치(full vertical crunch)로 운동이 가능하다. 낮은 체지방율(남성 10-12%, 여성 15-18%) 상태에서는 근육 각 부위가 보인다. 식스팩(six-packs)이라고 한다. 내복사근과 외복사근을 운동하면 배는 평평해지고 허리둘레는 줄어든다. 롱암크런치(long arm crunch)는 팔이 뒤로 펴지는 것으로, 움직임에 더 긴 지렛대(lever)를 가하고 복근 상부에 힘을 가한다. 플랭크 운동은 복근과 등을 강화하고 근육을 안정화시킨다.

### 기구
복근운동은 기구의 도움을 받기도 한다. 캡틴체어(captain's chair)는 체육관과 헬스클럽에서 자주 사용하는 기구이다. 기타 앱 롤러(Ab Roller), 앱 로켓 트위스터(Ab Rocket Twister), 앱 스트랩스(Ab Straps)와 함께 있는 친업바(Chin-up bar), 토르소 트랙(Torso Track)이 있다. 짐볼(exercise ball)도 복근 강화에 도움이 된다. 다리가 개입되지 않기에 복근이 더 많이 운동할 수 있다는 점에서 짐볼은 바닥에서의 크런치보다 더 효과가 있다. 버드(Michael Bird) 등의 연구에 의하면, 일반 복근크런치에 비하여, 앱슬라이드(Ab-Slide)는 상부복직근(upper rectus abdominis), 하부복직근(lower rectus abdominis), 외복사근(external oblique)을 더 많이 단련시킨다. 앱슬라이드는 구심력 근육 작용(concentric muscle action) 관점에서 복근 강화의 효과적인 도구라는 것이 증명되었다. 그러나 이 연구는 복근의 원심력 하중과 자세 제어에 있어 증명된 효과가 부족하기에 앱슬라이드 기구 운동으로 기존의 크런치 운동을 대체할 수 있다는 것을 말하진 않는다. 복근 강화에 가장 효과가 좋은 도구는 최소 안정성을 제공하는 것들로, 코어피트니스롤러(CoreFitnessRoller), TRX와 같은 체중 완충 운동 운동(bodyweight suspension training), 헤일로(Halo)가 있거나 없는 짐볼 등이 있다.

## 같이 보기
- 근력운동
- 코어근육